# Пермяково (Нижнеингашский район)
Пермяково — деревня в Нижнеингашском районе Красноярского края. Входит в состав Павловского сельсовета.

## География
Деревня находится в восточной части края, в пределах таёжной лесорастительной зоны, при автодороге 04К-691, на расстоянии приблизительно 16 километров (по прямой) к юго-юго-востоку (SSE) от Нижнего Ингаша, административного центра района. Абсолютная высота — 339 метров над уровнем моря.
Климат
Климат характеризуется как резко континентальный, с продолжительной морозной малоснежной зимой и коротким жарким летом. Зима продолжается в течение 6-7 месяцев. Абсолютный минимум температуры воздуха составляет −51 °C (по данным метеостанции г. Канска). Продолжительность периода с температурой более 10˚С составляет 100—110 дней. Среднегодовое количество атмосферных осадков составляет 484 мм.

## История
Основана в 1880 году. По данным 1926 года в заимке Пермякова имелось 14 хозяйств и проживало 102 человека (56 мужчин и 46 женщин). В национальном составе населения того периода преобладали украинцы. В административном отношении входила в состав Клементьевского сельсовета Нижне-Ингашского района Канского округа Сибирского края.

## Население
| 2010 |
| ---- |
| 6    |

Половой состав
По данным Всероссийской переписи населения 2010 года в гендерной структуре населения мужчины составляли 33,3 %, женщины — соответственно 66,7 %.
Национальный состав
Согласно результатам переписи 2002 года, в национальной структуре населения русские составляли 86 % из 7 чел.